# Ian Whyte
Ian Whyte (Bangor, Gales, 17 de septiembre de 1971) es un actor de carácter, doble de riesgo y exjugador de baloncesto galés. Es reconocido por su interpretación de los Predators (sustituyendo al fallecido Kevin Peter Hall) en las películas Alien vs. Predator y Aliens vs. Predator: Requiem, de diversos gigantes en la serie de televisión Game of Thrones y del djinn Sheikh Suleiman en la fantasía épica Clash of the Titans.

## Carrera como baloncestista
Aunque nació en la ciudad galesa de Bangor, Whyte creció en la ciudad inglesa de Brighton. A los 15 años comenzó a practicar baloncesto, aprovechando su gran altura.
En 1990, luego de haber estado un año en la Henry Hudson Regional High School de Highlands, Nueva Jersey, recibió una beca para estudiar en el Iona College de New Rochelle, Nueva York, y jugar con los Gaels en la División I de la NCAA de Estados Unidos. El pívot pasó dos años en esa institución, en los que vio acción solamente en 17 encuentros con un promedio de 2,5 minutos de juego por partido. Buscando más oportunidades para mostrar su talento, se transfirió a la Universidad Clarion de Pensilvania, lo que le permitió incorporarse a los Clarion Golden Eagles. En su nuevo equipo, enrolado en la División II de la NCAA, pudo registrar 48 presentaciones. 
Al culminar su experiencia en el baloncesto universitario estadounidense, Whyte regresó a Inglaterra y fichó con los London Towers de la BBL. Al año siguiente pasó a los London Leopards de la misma liga.  
En 1996 dejó las islas británicas para incursionar en el baloncesto continental europeo. Jugó un semestre con el Besançon BCD, pero en enero de 1997 fue desvinculado del club francés, por lo que el pívot terminó la temporada jugando en el FC Porto de Portugal. Posteriormente tuvo una experiencia poco exitosa en el equipo belga Okapi Aalstar, retornando a fines de enero de 1998 a la BBL del Reino Unido como refuerzo del Derby Storm.
Whyte se unió a los Newcastle Eagles en el verano de 1998 y jugó con el equipo hasta concluir la temporada 2002-03. Luego de ello se retiraría oficialmente del deporte profesional. 
Además de universidades y clubes, el pívot actuó con la selección de baloncesto de Inglaterra, contabilizando un total de 29 partidos entre 1994 y 2001. 

### Equipos
| Club                  | País           | Año         |
| --------------------- | -------------- | ----------- |
| Iona Gaels            | Estados Unidos | 1990 - 1992 |
| Clarion Golden Eagles | Estados Unidos | 1992 - 1994 |
| London Towers         | Inglaterra     | 1994 - 1995 |
| London Leopards       | Inglaterra     | 1995 - 1996 |
| Besançon BCD          | Francia        | 1996 - 1997 |
| FC Porto              | Portugal       | 1997        |
| Okapi Aalstar         | Bélgica        | 1997        |
| Derby Storm           | Inglaterra     | 1998        |
| Newcastle Eagles      | Inglaterra     | 1998 - 2003 |

## Carrera como actor
En 2003 recibió una invitación para audicionar por el papel de uno de los Predators en la película Alien vs. Predator, producida por 20th Century Fox. Finalmente terminó interpretando a tres alienígenas distintos. Dado el peso de los disfraces que debía usar, Whyte tuvo que hacer un entrenamiento especial para acostumbrarse a desplazarse con 57 kilogramos extra.
Tras culminar la filmación de su primera película conoció a Nick Dudman, quien lo incorporó al elenco de Harry Potter y el Cáliz de Fuego como doble de Frances de la Tour, la actriz que interpretaba a Olympe Maxime. En aquella ocasión Whyte se vio obligado a caracterizarse como mujer, llevando una máscara animatrónica creada a partir del rostro de De la Tour.
Dado su físico imponente, el galés encajó bien en los papeles de gigantes en la serie de televisión Game of Thrones, en la cual también actuaron otros hombres extremadamente altos como Neil Fingleton, Hafþór Júlíus Björnsson y Conan Stevens. Concretamente Whyte fue convocado en 16 episodios para dar vida a cinco personajes distintos.
El actor también ha participado en el universo cinematográfico de la franquicia de Star Wars. En la película Star Wars: The Force Awakens, Whyte da vida a los personajes de Crusher Roodown y Bollie Prindel, además de obrar como doble de Peter Mayhew, quien interpretaba a Chewbacca. Posteriormente encarnó al mercenario Moroff en Star Wars: Rogue One y retomó el papel de Bollie Prindel en Star Wars: The Last Jedi. Al actor también se lo puede ver en la serie de televisión Andor.

### Filmografía

#### Cine
| Año  | Película                             | Personaje                        |
| ---- | ------------------------------------ | -------------------------------- |
| 2004 | Alien vs. Predator                   | Scar / Celtic / Chopper          |
| 2005 | Harry Potter y el Cáliz de Fuego     | Madame Olympe Maxime             |
| 2007 | Aliens vs. Predator: Requiem         | Wolf                             |
| 2009 | Solomon Kane                         | Guadaña                          |
| 2009 | Dragonball Evolution                 | Ozaru                            |
| 2010 | Clash of the Titans                  | Sheik Suleiman                   |
| 2010 | Outcast                              | La Bestia                        |
| 2012 | Prometheus                           | Ingeniero                        |
| 2013 | Harrigan                             | Ronnie                           |
| 2013 | Don't Move                           | Demonio                          |
| 2014 | Blood Moon                           | Skinwalker                       |
| 2014 | Hércules                             | Guerrero beso                    |
| 2015 | The Scorpion King 4: Quest for Power | Príncipe Duan                    |
| 2015 | Star Wars: The Force Awakens         | Crusher Roodown / Bollie Prindel |
| 2016 | Star Wars: Rogue One                 | Moroff                           |
| 2017 | Star Wars: The Last Jedi             | Bollie Prindel                   |
| 2020 | The Reckoning                        | Lucifer                          |
| 2022 | The Northman                         | Habitante del túmulo             |
| 2023 | 1066                                 | Harald Hardrada                  |
| 2024 | Ghostbusters: Frozen Empire          | Garraka                          |

#### Televisión
| Año       | Serie           | Personaje                                                        |
| --------- | --------------- | ---------------------------------------------------------------- |
| 2011-2012 | Game of Thrones | Caminante Blanco (2 episodios) Gregor Clegane (3 episodios)      |
| 2013      | Doctors         | "Pequeño" Malcolm Willis (1 episodio)                            |
| 2013-2016 | Game of Thrones | Dongo el Gigante (3 episodios) Wun Weg Wun Dar Wun (5 episodios) |
| 2016      | Bloodworks      | Wun Wun el Gigante (1 episodio)                                  |
| 2017-2019 | Game of Thrones | Gigante wight (3 episodios)                                      |
| 2020      | Brave New World | Hombre alto (3 episodios)                                        |
| 2021      | Los irregulares | Médico de la peste negra (4 episodios)                           |
| 2022      | Andor           | Vetch (1 episodio)                                               |